# Armadillidium hauseni
Armadillidium hauseni är en kräftdjursart som beskrevs av Helmut Schmalfuss 1985. Armadillidium hauseni ingår i släktet Armadillidium och familjen klotgråsuggor. Inga underarter finns listade i Catalogue of Life.